# Neckeropsis scrobiculata
Neckeropsis scrobiculata là một loài rêu trong họ Neckeraceae. Loài này được (Nees) Broth. mô tả khoa học đầu tiên năm 1925.